# Pfarrkirche Bludesch

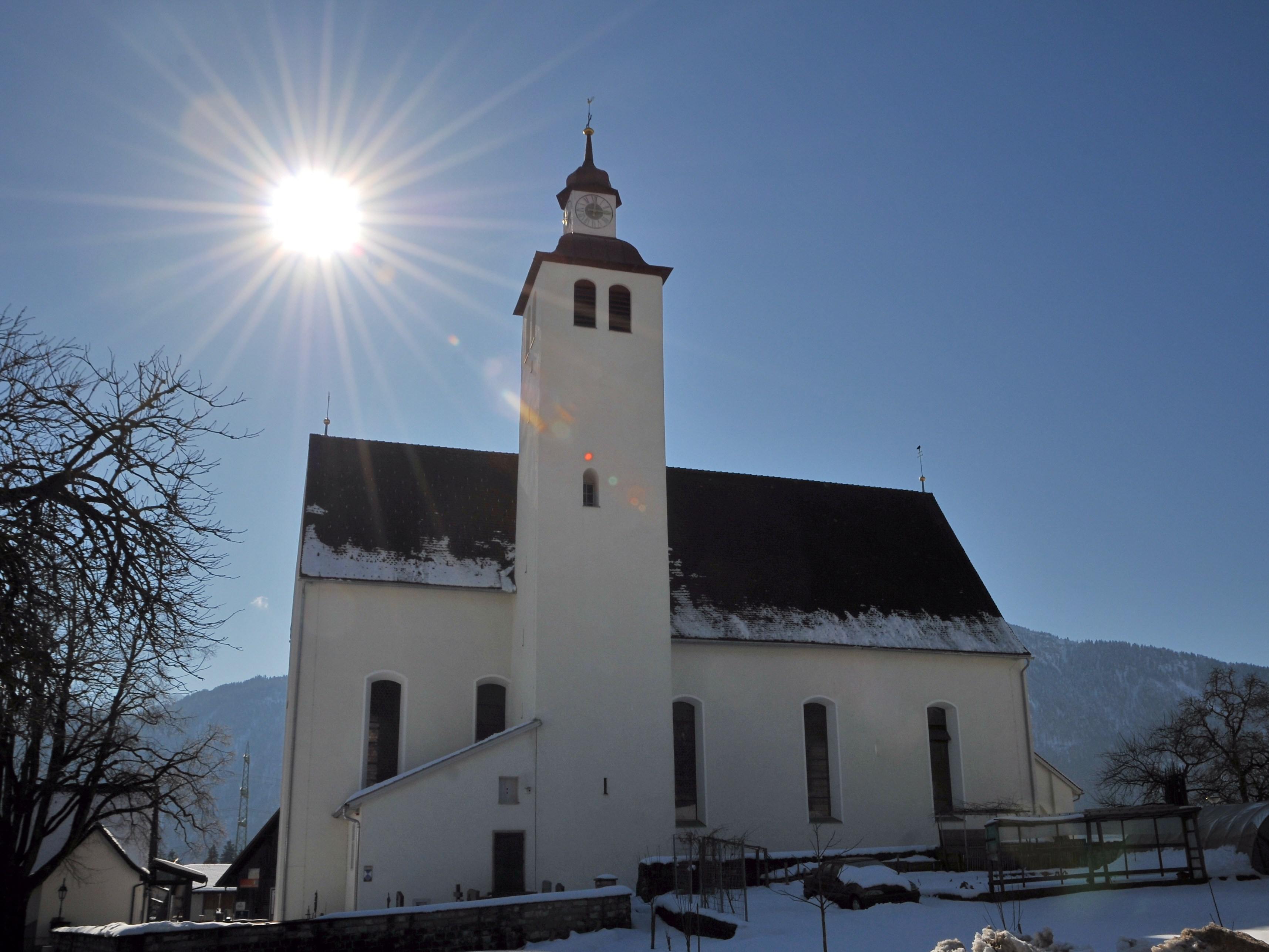
Kath. Pfarrkirche Hl. Jakobus der Ältere in Bludesch

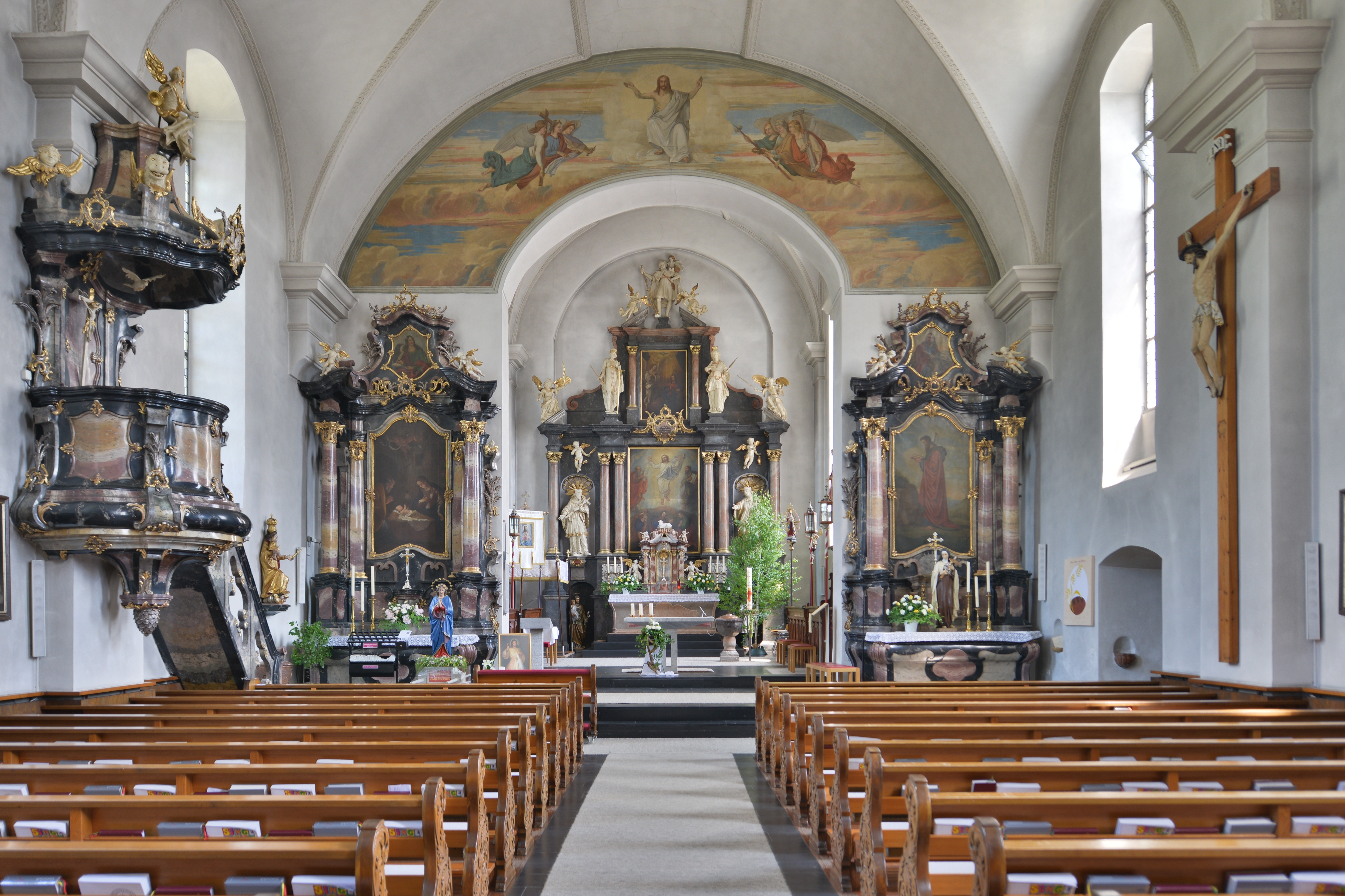
Langhaus, Blick zum Altarraum und Kanzel

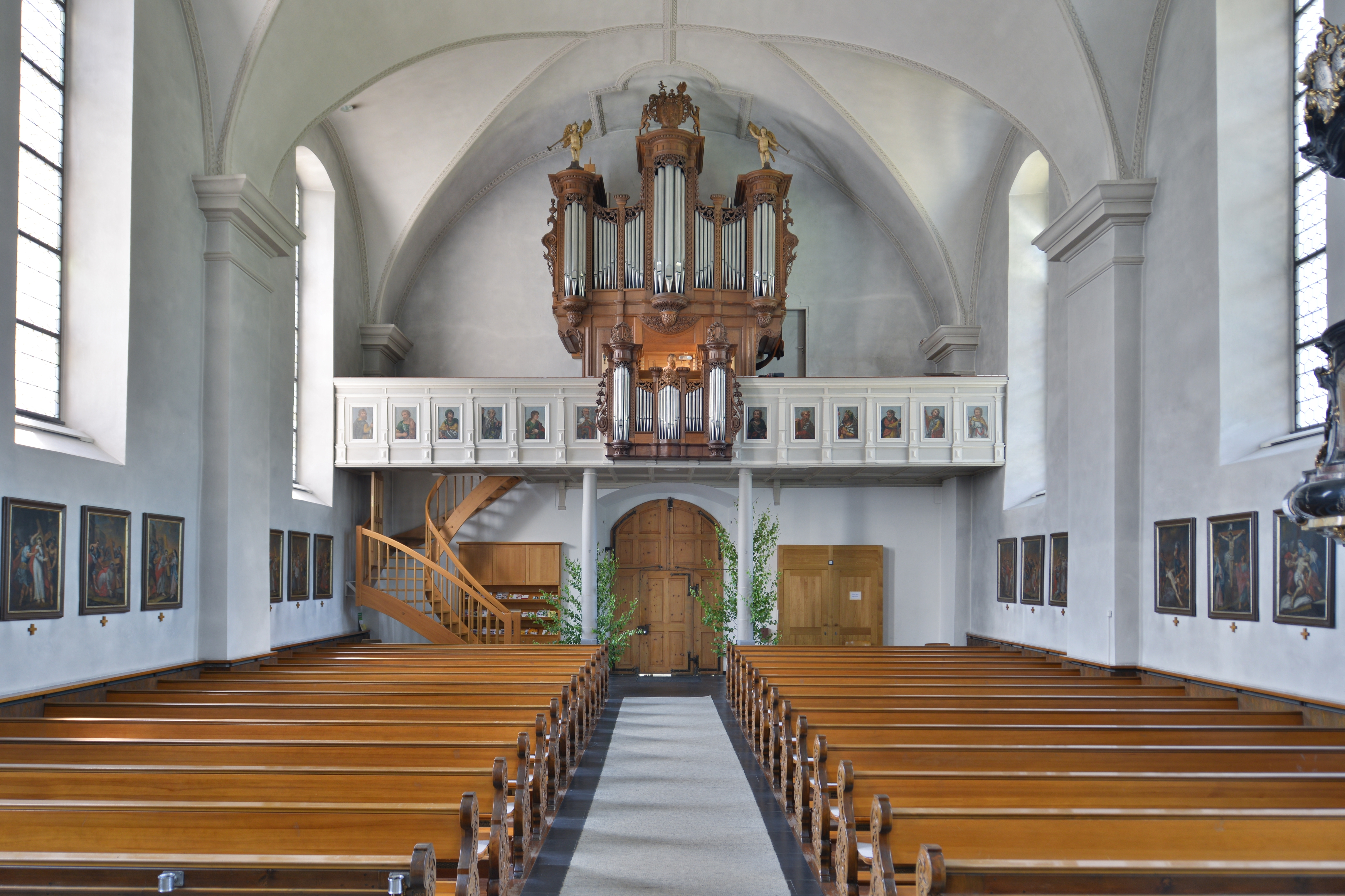
Langhaus Blick zur Orgelempore

Die römisch-katholische Pfarrkirche Bludesch steht in der Gemeinde Bludesch im Walgau in Vorarlberg. Die dem Patrozinium des hl. Jakobus dem Älteren unterstellte Pfarrkirche gehört zum Dekanat Walgau-Walsertal in der Diözese Feldkirch. Die Kirche und der Friedhof stehen unter Denkmalschutz (Listeneintrag).

## Geschichte
Urkundlich wurde sie 842 in villa Pludassis ecclesia genannt. Die Kirche war anfangs eine Filiale von Nüziders und hatte bis um 1570 einen gemeinsamen Pfarrer für Bludesch und Thüringen. Gefördert vom Landvogt Johann Rudolf von der Halden wurde 1650 die gotische Kirche abgebrochen und 1650/1651 ein Neubau mit einer Krypta vom Architekten und Baumeister Michael Beer errichtet, die 1651 geweiht wurde. 1961 war eine Außenrestaurierung, 1968/1969 eine Innenrestaurierung.

## Architektur
Der barocke Kirchenbau hat ein Langhaus und einen eingezogenen Chor mit einem geraden Schluss unter einem gemeinsamen Satteldach. Das Langhaus hat je Seite drei, der Chor je Seite zwei Flachbogenfenster. Unter dem Chor ist eine Krypta und die Gruft der Familie von der Halden. An der Westfassade ist ein gemauertes Vorzeichen mit einem Kreuzgratgewölbe mit einer Rokokokartusche unter einem Pultdach und gegen Süden mit einer Rundbogenarkade geöffnet. An der Westwand der Kirche steht auch ein Kriegerdenkmal. Über dem Westportal ist ein Wappen mit der Inschrift Communitas Bludeschensis MDCH.
Das Kircheninnere zeigt sich mit einem dreijochigen Langhaus mit einem Stichkappengewölbe auf kräftigen Wandpfeilern und Flachbogenfenstern und mit einem eingezogenen runden Chorbogen und einem eingezogenen zweijochigen Chor mit geradem Schluss mit einem Stichkappengewölbe mit Bandleistenstuckfeldern auf Wandpfeilern. Im Chor links ist der Aufgang zum Turm und das Portal zur Sakristei. Die Westempore mit einer geraden Brüstung steht auf zwei Säulen und zeigt in Feldern zwischen Pilastern Gemälde der Apostel.

## Ausstattung
Das Fresko Christus als Weltenrichter am Chorbogen malte Engelbert Luger (1901). Die Fresken Kommunionausteilung an die Apostel im Langhaus vorne und Auferstehung im Langhaus hinten malte Jakob Bertle (1901).

## Einrichtung
Der Hochaltar aus dem Jahr 1651 mit einem Aufbau aus Bingser Marmor hat einen flachen Aufbau mit sechs Säulen und schließt mit einem geraden verkröpften Gebälk. Dem folgt ein flacher Auszug mit zwei Säulen und seitlichen Voluten. Der Aufsatz, die seitlichen Ansätze und der Tabernakel wurden mit Stuck von Johann Anton Berchtold (1773/1775) ausgestaltet.

### Orgel
Die Orgel wurde in den Jahren 1803/1804 von Joseph Bergöntzle hier errichtet  und 1997–1999 restauriert.
Kennzeichnend für die Orgel ist ihr unverkennbar französischer Klang. Charakteristisch sind die etwas ruppigen Zungenregister französischer Art: Das Spiel auf einem 8'-Zungenregister tönt ebenso stark wie das übrige Plenum. Etwas allzu kräftig imponiert die 8'-Trompete im Pedal, die das Plein Jeu im Manual nahezu übertönt. Empfindlich reagiert die Orgel mit anhaltender Windstößigkeit, wenn windverbrauchende Akkorde zu plötzlich oder gar repetierend angeschlagen werden. Die ungleichstufige Stimmung des Instrumentes wird mit zunehmender Entfernung von C-Dur deutlich hörbar.
Das Instrument ist ungleichstufig gestimmt und verfügt über 21 Register verteilt auf zwei Manuale und kurzem Pedal. Die Spiel- und Registertrakturen sind mechanisch.
| Hauptwerk C–d3  |       |
| Bourdon (ab c°) | 16′   |
| Montre          | 8′    |
| Bourdon         | 8′    |
| Prestant        | 4′    |
| Nazard          | 2/3′  |
| Doublette       | 2′    |
| Tierce          | 13/5′ |
| Sifflette       | 1′    |
| Cornet V        | 8′    |
| Fourniture      | 3f    |
| Trompette       | 8′    |
| Tremblant fort. |       |

| Rückpositiv C–d3 |       |
| Bourdon          | 8′    |
| Montre           | 4′    |
| Nazard           | 2/3′  |
| Doublette        | 2′    |
| Tierce           | 13/5′ |
| Cymbale          | 3f    |
| Tremblant doux   |       |

| Pedal C–c° |     |
| Soubasse   | 16′ |
| Flute      | 8′  |
| Trompette  | 8′  |
| Clairon    | 4′  |

- Schiebekoppel: I/II